# Debrza (Siedliska)
Debrza – integralna część wsi Siedliska w Polsce, położona w województwie podkarpackim, w powiecie rzeszowskim, w gminie Lubenia.
Debrza leży w południowej części Siedlisk, jest oddalona od głównej drogi ok. 500m, położona na wzgórzach. Teren jest pofałdowany, występują liczne wzniesienia przeszyte wąwozami i jarami którymi płyną strumienie. Najwyższe wzniesienie na Debrzy wynosi 326 m npm. 
Razem z miejscowościami: Odedwór, Różanka, Smolna, Głęboka, Płonina, Broniakówka, Jawcza i Koniec tworzy administracyjnie wieś Siedliska.
Ze względu na wielkość Debrzy z jej górnych terenów zostały utworzone dwie niestandaryzowane części wsi (potocznie przysiółki):
| PRNG   | Nazwa        | Rodzaj         |
| ------ | ------------ | -------------- |
| 28091  | Dział        | przysiółek wsi |
| 192673 | Debrza Górna | przysiółek wsi |

## Lokacje
- Opuszczony dom góralskiego poety, położony w głębi lasu. Czas zdążył odcisnąć na nim swoje piętno, lecz wnętrze zachowało liczne ślady po dawnym mieszkańcu. W domu można znaleźć malowidło góralskie oraz książki ze staropolską poezją. Opuszczony dom jest świadectwem lokalnej historii oraz często odwiedzaną atrakcją turystyczną[6].

- Wzgórza nad Debrzą, piękne formacje skalne po północnej stronie miejscowości, idealne dla fotografów[5].Wzgórza nad Debrzą, zdjęcie z książki 2002

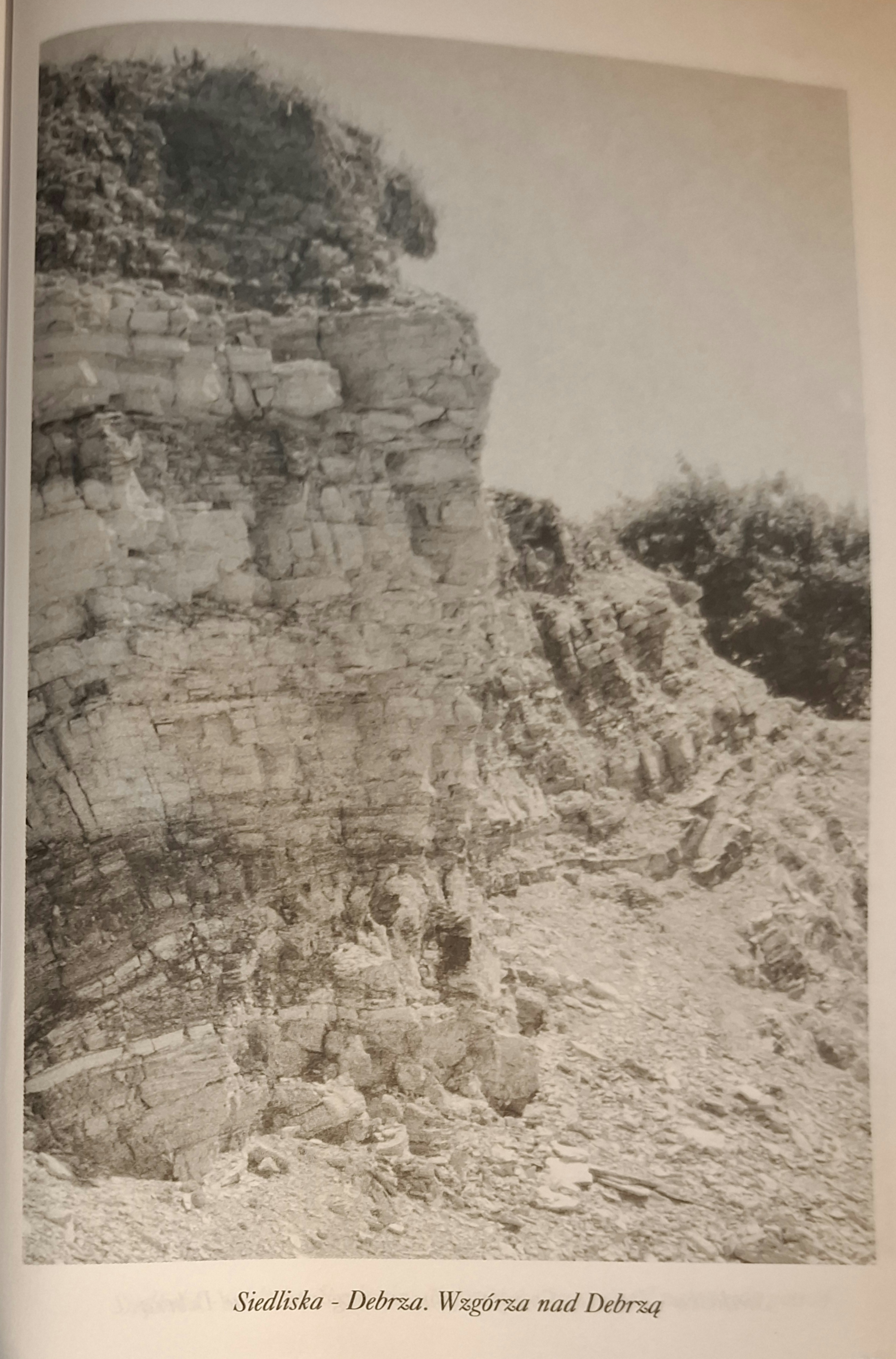
Wzgórza nad Debrzą, zdjęcie z książki 2002

- Zjazd dla motorów crossowych, strome wzgórze z pięknymi widokami, często używane przez pasjonatów off-roadu.Zjazd dla motorów crossowych

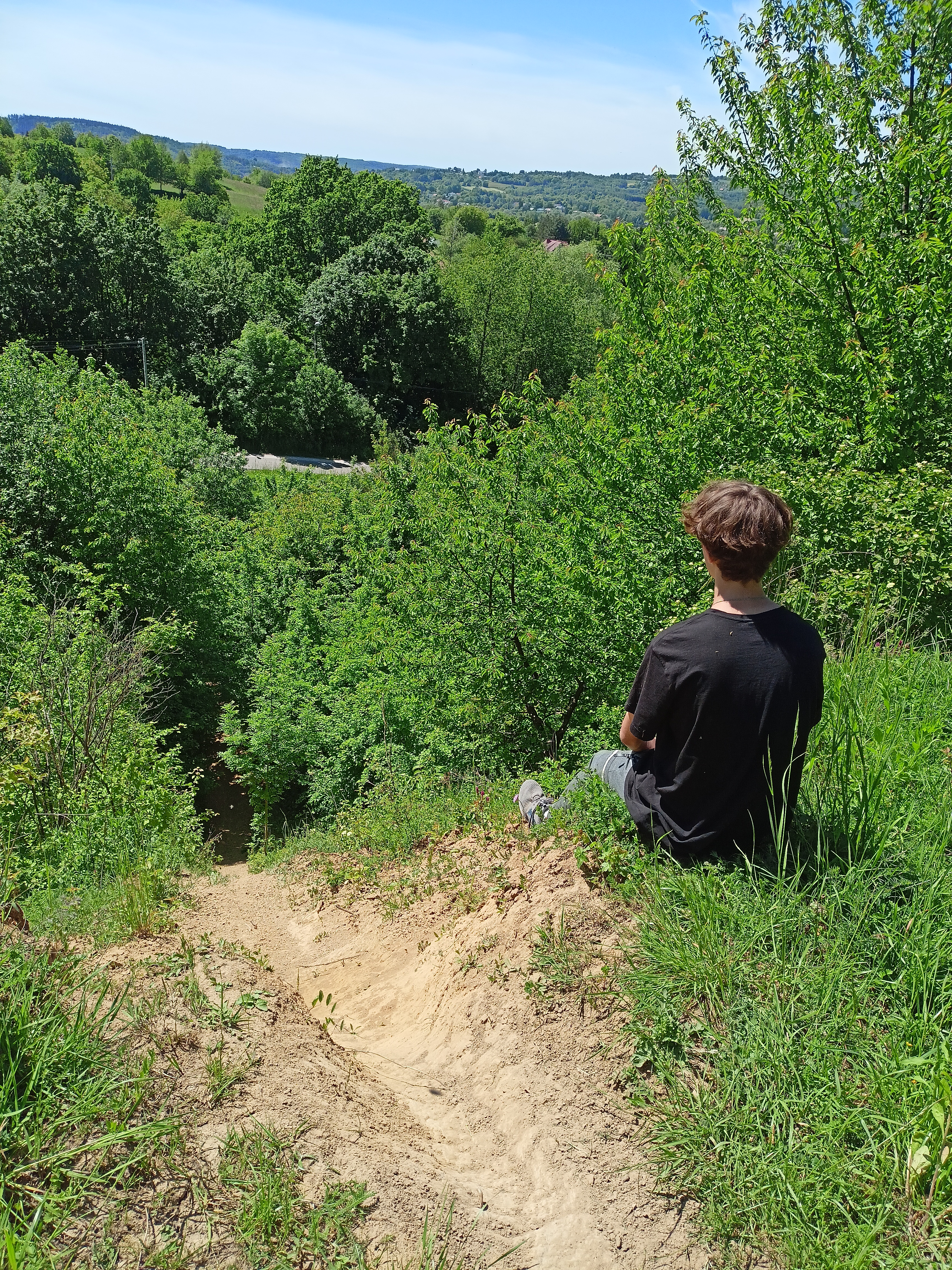
Zjazd dla motorów crossowych

- Diabla dziura, zapierająca dech w piersi formacja stworzona przez debrzańską przyrodę oraz zwierzynę[7].Diabla dziura w Debrzy, zdjęcie z książki

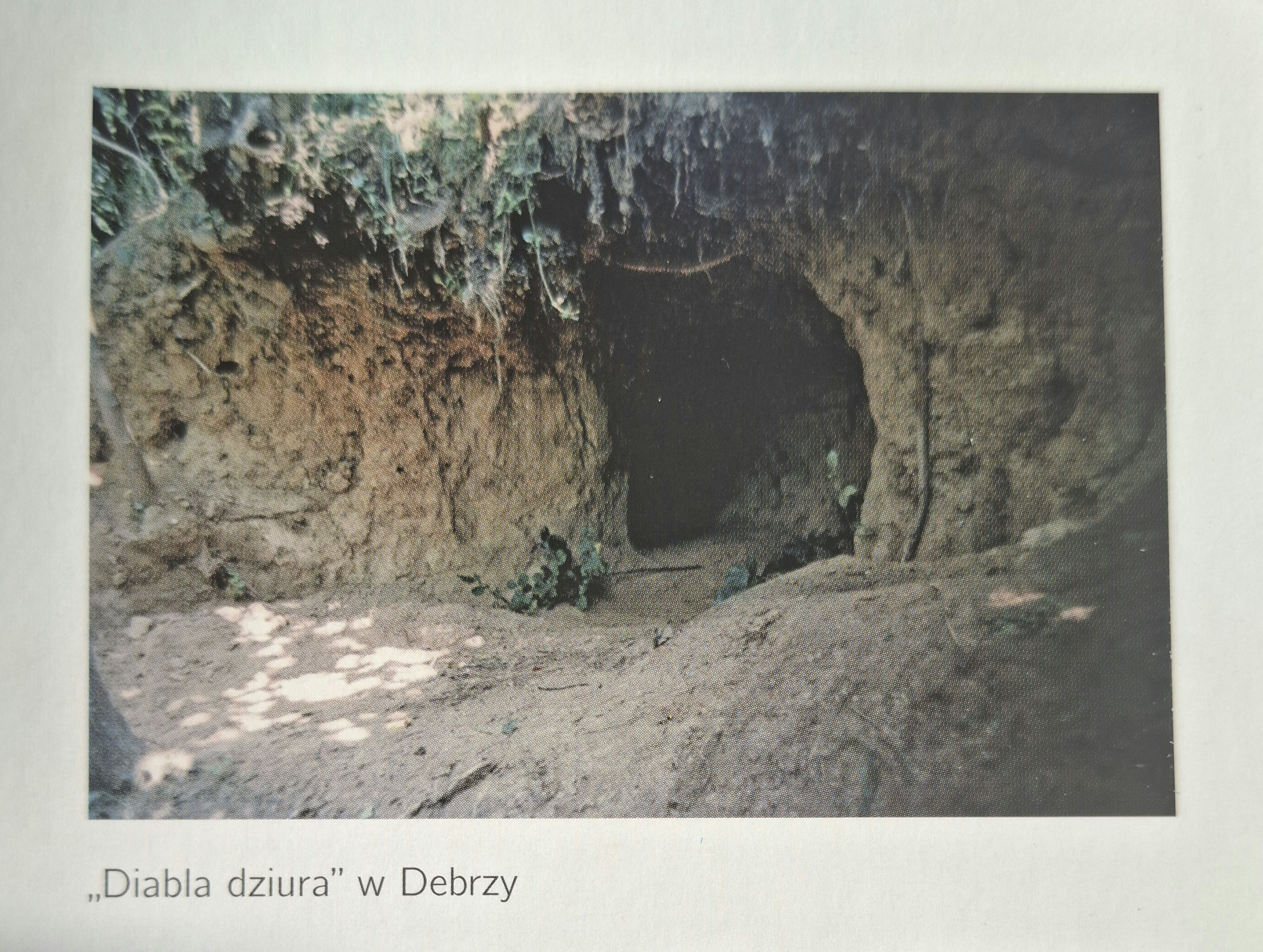
Diabla dziura w Debrzy, zdjęcie z książki

## Związani z Debrzą
- Patryk Warzybok, mieszkaniec Debrzy, corocznie organizuje wycieczki po lokalnych terenach. Doświadczony przewodnik, sprawdzony w oprowadzaniu turystów, popularyzujący walory przyrodnicze i kulturowe regionu.

- Towarzystwo miłośników Debrzy – celem Towarzystwa jest: rozbudzanie aktywności społecznej i kulturalnej mieszkańców regionu, ochrona materialnego i niematerialnego dorobku poprzednich pokoleń mieszkańców ziemi debrzańskiej, prowadzenie działalności na rzecz pogłębienia wiedzy o historii, kulturze regionu i jego zasobach przyrodniczych, ochrona dóbr kultury i tradycji regionu.
- Aleksander Bielenda, w jego książce „Siedliska. Opisanie dziejów wsi nad Wisłokiem” Debrza opisywana jest jako miejsce rekreacji, serce Siedlisk, z którego rozpościera się widok na jaki ciężko gdziekolwiek indziej się natknąć.

## Debrza w historii Siedlisk

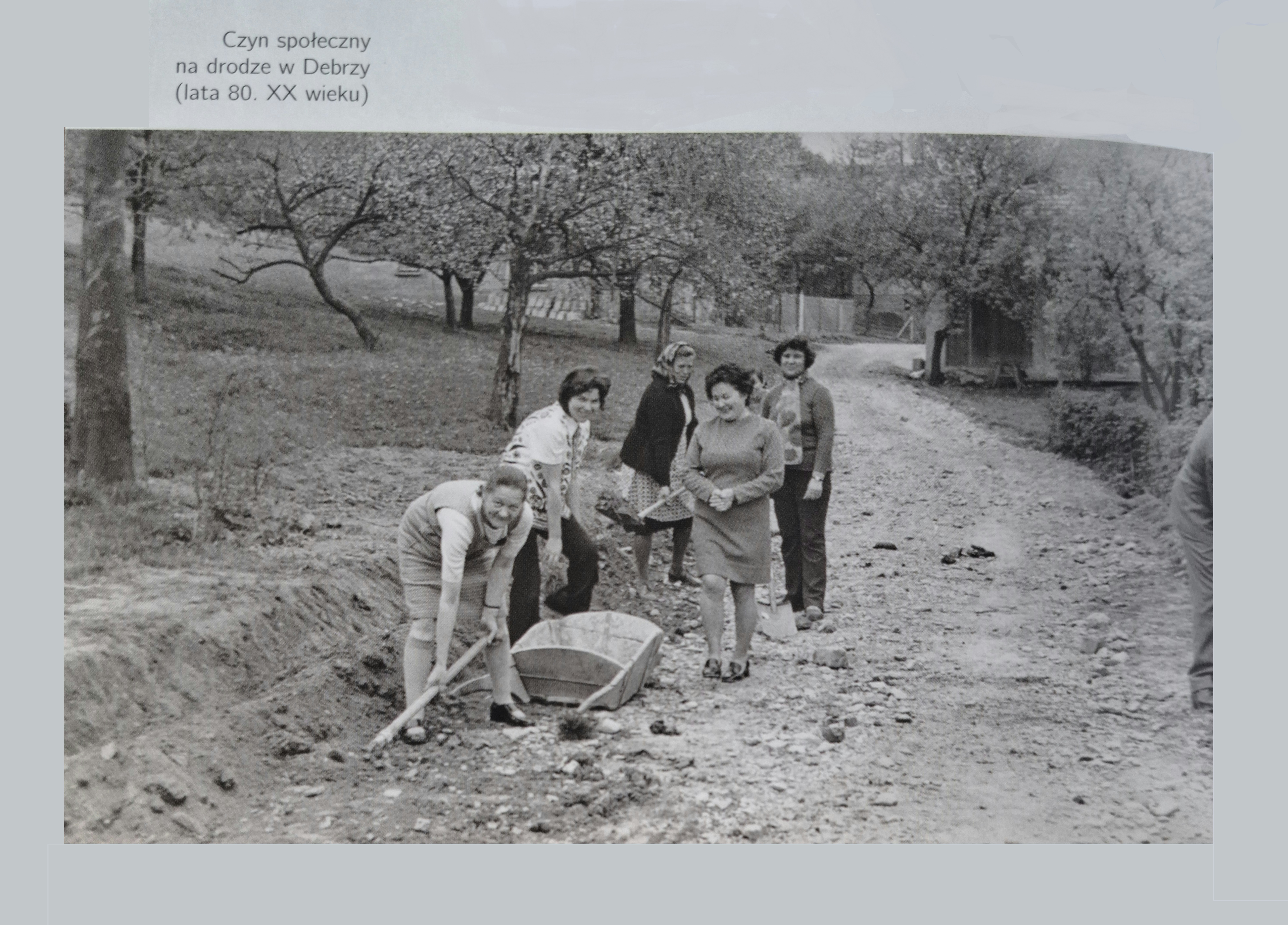
Debrza czyn społeczny

W 1502 roku odnotowano pierwszy najazd tatarskiej hordy na Siedliska. Mieszkańcy Siedlisk skorzystali wtedy z przyrodniczej ochrony, którą dawały mi gęste wikliny i łęgi, a także badunie i rozpadliny dzisiejszej Debrzy.
W 1690 roku w „państwie tyczyńskim” władzę obieli Braniccy. Beneficjentem tego stały się bezpośrednio Siedliska, gdyż to właśnie oni rozpoczęli wtedy przemysłową eksploatację gipsu i wapienia, których złoża zalegały w Debrzy.
W latach trzydziestych XX wieku, Siedliska odwiedził profesor Zdzisław Pazdro, reprezentujący Uniwersytet Jana Kazimierza we Lwowie. Badał zjawiska hydrologiczne w tej okolicy i odkrył na terenie Debrzy występowanie źródeł ropy naftowej. Ropa okazała się przydatna dla miejscowej ludności, czerpiącej z tych wybijających się na powierzchnię dóbr przyrodniczych własną domową korzyść.
Ofiarami II wojny światowej z Siedlisk byli żydzi Abraham Weg wraz z Mońkiem, którzy uciekli z getta w Rzeszowie. Ukrywali się u babki Lasociny w Debrzy, lecz na dzień przed zakończeniem wojny zostali zamordowani przez siedliskich partyzantów.
Po wojnie, podczas rozbudowy gminy, Debrza nie została ominięta. W latach 80. XX wieku w ramach czynu społecznego została wybudowana droga prowadząca od głównej ulicy w głąb Debrzy.

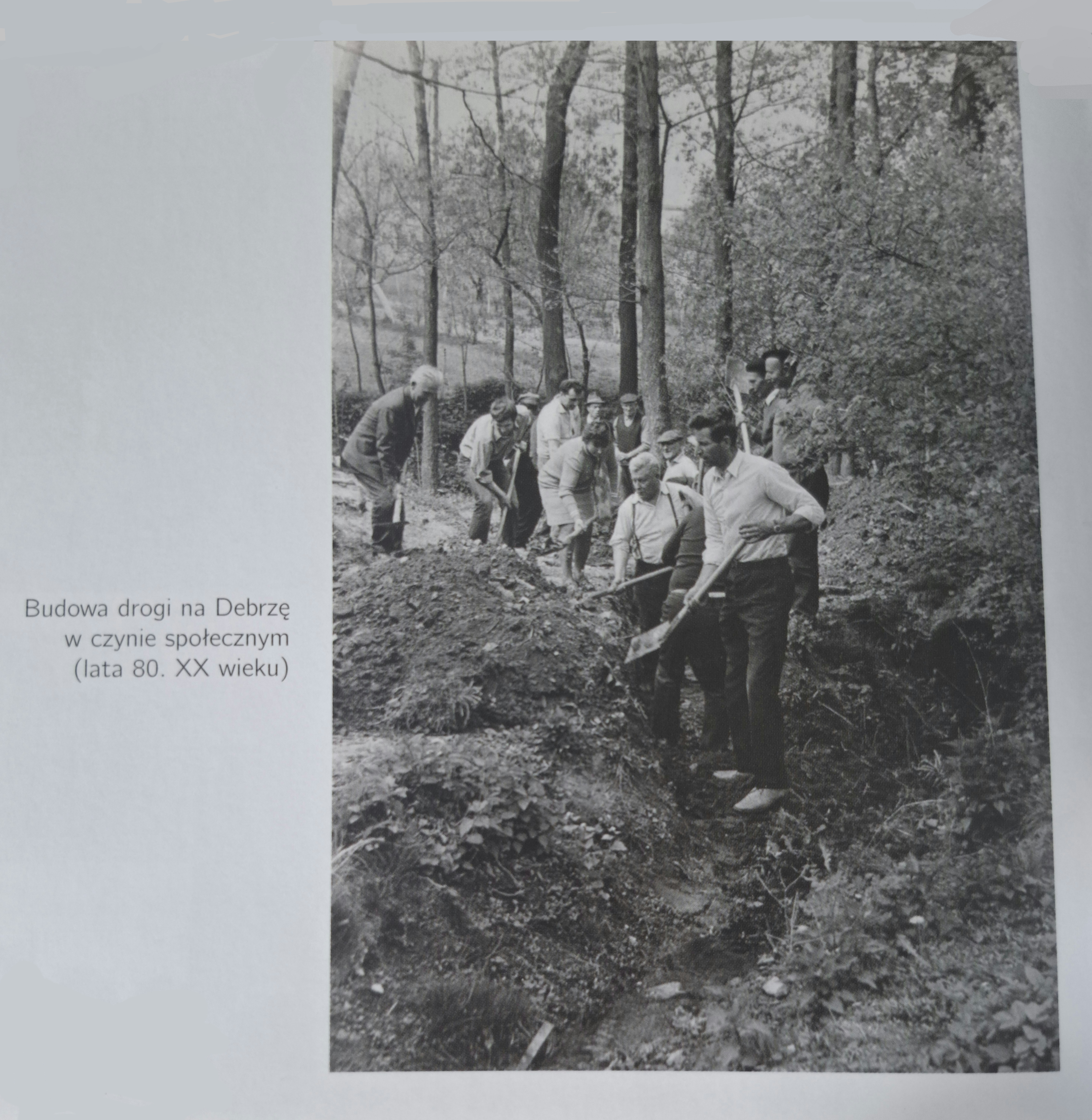
Budowa drogi na Debrzy